# Одним словом (настільна гра)
Одним словом (англ. Just One) — це кооперативна партійна гра для 3-7 гравців, розроблена Людовіком Руді та Бруно Соттером і видана компанією Repos Production у 2018 році. У кожному раунді гри гравці записують одне слово-підказку для гравця, який має вгадати секретне слово цього раунду. Ідентичні підказки вилучаються до того, як гравець-угадувач їх побачить.
Just One виграла премію Spiel des Jahres 2019 року як найкраща настільна гра року. В Україні локалізована видавництвом «Geekach».

## Ігровий процес
Гра складається з 13 раундів, що відповідає кількості карт, витягнутих перед грою, під час яких гравці дають однословні підказки гравцю-угадувачу, щоб допомогти йому вгадати приховане слово цього раунду. На початку кожного раунду витягується картка з колоди, яку розміщують перед угадувачем, обличчям до всіх інших гравців. Угадувач потім називає число від 1 до 5, щоб визначити, яке приховане слово інші гравці повинні дати підказку. Дублікати підказок видаляються перед тим, як угадувач побачить усі підказки, тому давати занадто очевидні підказки не рекомендується. Правильна відповідь приносить один бал, а неправильна — забирає картку з колоди, але угадувач може вибрати пропуск, що дозволяє гравцям перейти до наступного раунду, не втрачаючи картку. Типова гра триває приблизно 20 хвилин, і гравці намагаються набрати якомога більше балів за раунди.

## Нагороди
Just One отримала премію Spiel des Jahres у 2019 році, причому журі відзначило гру за її простоту та геніальність. Гра також була номінована на премію Golden Geek у 2018 році в категорії партійних ігор.